# Rosalia Pipitone
Rosalia Pipitone (Palermo, 3 agosto 1985) è un'allenatrice di calcio ed ex calciatrice italiana, di ruolo portiere, allenatrice del Palermo.

## Carriera

### Giocatrice

#### Club
Rosalia "Pipa" Pipitone cresce a Torretta, piccolo centro del palermitano e si appassiona fin da piccola al calcio giocando per strada con i maschietti e di nascosto ai genitori che lo ritengono uno sport non adatto ad una ragazzina.
A 13 anni coglie l'opportunità che le dà la Polisportiva Autoscuola Puccio Torretta, società polisportiva che decide di promuovere il calcio femminile nel piccolo centro, e che dopo un provino la tessera per inserirla nella rosa della sua squadra. Partita come attaccante, l'allenatore le cambia ruolo in portiere dopo un infortunio patito alla titolare e spostandola tra i pali in ragione della sua altezza. Alcune sue parate decisive convincono la società a cambiarle il ruolo, venendo così inserita in rosa nella formazione titolare che partecipa al Girone D del campionato di Serie B regionale (secondo livello), facendo il suo debutto nel corso della stagione 1998-1999.
Nell'estate 1999 passa alle Aquile Palermo (Aspra, frazione di Bagheria) che al termine della stagione 1999-2000 chiude al primo posto del Girone C a pari merito con lo Sporting Sorrento venendo promossa in Serie A dopo lo spareggio finito 4-1 per le siciliane. Tuttavia un grave infortunio le nega l'inserimento in rosa per la stagione entrante e sfuma la sua prima occasione di giocare al vertice del campionato italiano femminile di calcio in quanto le Aquile al termine della stagione 2000-2001 vengono retrocesse.
Nell'estate 2011 decide di trasferirsi a Roma accettando la proposta della Res Roma per giocare in Serie A2, l'allora secondo livello del campionato femminile, nel Girone D riservato al centro-sud. Con le giallorosse sfiora la promozione alla sua prima stagione (2011-2012) rimandandola solo di un anno: al termine del campionato 2012-2013 contribuisce alla conquista della Serie A con sole 4 reti subite su 18 incontri.

#### Nazionale
Già a 15 anni viene convocata dalla selezionatrice Carolina Morace, da Vincenzo Mirra e dal preparatore dei portieri Betty Bavagnoli, per le selezioni alla nazionale italiana Under-19, quindi in quella sperimentale Under-21 seguita da Giorgia Brenzan, tuttavia il grave infortunio subito in campionato le impedisce di vestire la maglia azzurra.
Per la sua prima convocazione nella nazionale maggiore deve attendere il 2017 quando il CT Milena Bertolini la inserisce nella lista delle giocatrici convocate per le partite contro la Moldavia e la Romania, in programma il 15 e il 19 settembre.
Ha fatto il suo esordio con la maglia della nazionale il 5 marzo 2018 nella terza partita della fase a gironi della Cyprus Cup 2018 contro la Finlandia, subendo due reti, entrambe su calcio di rigore. Venne nuovamente schierata dal primo minuto nella partita contro il Portogallo, vinta per 3-0, che sancì la qualificazione della nazionale al campionato mondiale 2019 dopo vent'anni di assenza.
Dopo aver fatto parte, seppur da inutilizzata, delle 23 azzurre partecipanti alla competizione iridata, chiusa ai quarti di finale, ad agosto 2019 si ritira dalla nazionale, prima dell'inizio delle qualificazioni all'Europeo di Inghilterra 2022.

### Allenatrice
In seguito al suo ritiro dal calcio giocato, il 27 luglio 2024, Pipitone viene nominata come nuova allenatrice del Palermo, in Serie C, dove aveva concluso la propria carriera.
Nel settembre dello stesso anno, dopo aver completato il corso specifico presso il Settore Tecnico della FIGC a Coverciano, consegue la licenza UEFA A, che consente di guidare tutte le squadre giovanili (comprese le Primavera), tutte le squadre femminili e le prime squadre maschili fino alla Serie C inclusa.

## Statistiche

### Presenze e reti nei club
Statistiche aggiornate al 30 maggio 2021.
| Stagione              | Squadra               | Campionato            | Campionato | Campionato | Coppe nazionali | Coppe nazionali | Coppe nazionali | Coppe internazionali | Coppe internazionali | Coppe internazionali | Altre coppe | Altre coppe | Altre coppe | Totale | Totale |
| Stagione              | Squadra               | Comp                  | Pres       | Reti       | Comp            | Pres            | Reti            | Comp                 | Pres                 | Reti                 | Comp        | Pres        | Reti        | Pres   | Reti   |
| --------------------- | --------------------- | --------------------- | ---------- | ---------- | --------------- | --------------- | --------------- | -------------------- | -------------------- | -------------------- | ----------- | ----------- | ----------- | ------ | ------ |
| 2006-2007             | Aquile Palermo        | A2                    | 0          | 0          | CI              | ?               | ?               | -                    | -                    | -                    | -           | -           | -           | 0+     | 0+     |
| 2007-2008             | Aquile Palermo        | A2                    | 20         | -32        | CI              | ?               | ?               | -                    | -                    | -                    | -           | -           | -           | 20+    | -32+   |
| 2008-2009             | Aquile Palermo        | A2                    | 20         | -33        | CI              | ?               | ?               | -                    | -                    | -                    | -           | -           | -           | 20+    | -33+   |
| 2009-2010             | Aquile Palermo        | C                     | ?          | ?          | -               | -               | -               | -                    | -                    | -                    | -           | -           | -           | ?      | ?      |
| 2010-2011             | Aquile Palermo        | B                     | 17         | -7         | CI              | ?               | ?               | -                    | -                    | -                    | -           | -           | -           | 17+    | -7+    |
| Totale Aquile Palermo | Totale Aquile Palermo | Totale Aquile Palermo | 57+        | -72+       |                 | ?               | ?               |                      | -                    | -                    |             | -           | -           | 57+    | -72+   |
| 2011-2012             | Res Roma              | A2                    | 20+1       | -11-1      | CI              | ?               | ?               | -                    | -                    | -                    | -           | -           | -           | 21+    | -12+   |
| 2012-2013             | Res Roma              | A2                    | 18         | -4         | CI              | ?               | ?               | -                    | -                    | -                    | -           | -           | -           | 18+    | -4+    |
| 2013-2014             | Res Roma              | A                     | 30         | -38        | CI              | ?               | ?               | -                    | -                    | -                    | -           | -           | -           | 30+    | -38+   |
| 2014-2015             | Res Roma              | A                     | 26         | -22        | CI              | ?               | ?               | -                    | -                    | -                    | -           | -           | -           | 26+    | -22+   |
| 2015-2016             | Res Roma              | A                     | 21         | -25        | CI              | 5               | -5              | -                    | -                    | -                    | -           | -           | -           | 26     | -30    |
| 2016-2017             | Res Roma              | A                     | 22         | -30        | CI              | 2               | 0               | -                    | -                    | -                    | -           | -           | -           | 24     | -30    |
| 2017-2018             | Res Roma              | A                     | 22         | -36        | CI              | 4               | -2              | -                    | -                    | -                    | -           | -           | -           | 26     | -38    |
| Totale Res Roma       | Totale Res Roma       | Totale Res Roma       | 150        | -167       |                 | 11+             | -7+             |                      | -                    | -                    |             | -           | -           | 171+   | -174+  |
| 2018-2019             | Roma                  | A                     | 22         | -30        | CI              | 2               | -3              | -                    | -                    | -                    | -           | -           | -           | 24     | -33    |
| 2019-2020             | Roma                  | A                     | 3          | -3         | CI              | 2               | -1              | -                    | -                    | -                    | -           | -           | -           | 5      | -4     |
| 2020-2021             | Roma                  | A                     | 1          | -1         | CI              | 0               | 0               | -                    | -                    | -                    | SI          | -           | -           | 1      | -1     |
| Totale Roma           | Totale Roma           | Totale Roma           | 26         | -34        |                 | 4               | -4              |                      | -                    | -                    |             | -           | -           | 30     | -38    |
| Totale carriera       | Totale carriera       | Totale carriera       | 243+       | -263+      |                 | 15+             | -11+            |                      | -                    | -                    |             | -           | -           | 258+   | -284+  |

### Cronologia presenze e reti in nazionale
| Cronologia completa delle presenze e delle reti in nazionale ― Italia | Cronologia completa delle presenze e delle reti in nazionale ― Italia | Cronologia completa delle presenze e delle reti in nazionale ― Italia | Cronologia completa delle presenze e delle reti in nazionale ― Italia | Cronologia completa delle presenze e delle reti in nazionale ― Italia | Cronologia completa delle presenze e delle reti in nazionale ― Italia | Cronologia completa delle presenze e delle reti in nazionale ― Italia | Cronologia completa delle presenze e delle reti in nazionale ― Italia |
| Data                                                                  | Città                                                                 | In casa                                                               | Risultato                                                             | Ospiti                                                                | Competizione                                                          | Reti                                                                  | Note                                                                  |
| --------------------------------------------------------------------- | --------------------------------------------------------------------- | --------------------------------------------------------------------- | --------------------------------------------------------------------- | --------------------------------------------------------------------- | --------------------------------------------------------------------- | --------------------------------------------------------------------- | --------------------------------------------------------------------- |
| 5-3-2018                                                              | Larnaca                                                               | Italia                                                                | 2 – 2                                                                 | Finlandia                                                             | Cyprus Cup 2018 - 1º turno                                            | -2                                                                    |                                                                       |
| 8-6-2018                                                              | Firenze                                                               | Italia                                                                | 3 – 0                                                                 | Portogallo                                                            | Qual. Mondiali 2019                                                   | -                                                                     |                                                                       |
| 22-1-2019                                                             | Cesena                                                                | Italia                                                                | 2 – 0                                                                 | Galles                                                                | Amichevole                                                            | -                                                                     |                                                                       |
| 4-3-2019                                                              | Larnaca                                                               | Italia                                                                | 4 – 1                                                                 | Thailandia                                                            | Cyprus Cup 2019 - 1º turno                                            | -1                                                                    |                                                                       |
| Totale                                                                |                                                                       | Presenze                                                              | 4                                                                     |                                                                       | Reti                                                                  | -3                                                                    |                                                                       |

## Palmarès

### Club
- Campionato italiano di Serie B: 1

Aquile Palermo: 2000-2001
- Campionato italiano di Serie A2: 1

Res Roma: 2012-2013
- Coppa Italia: 1

Roma: 2020-2021